# Ozero Lebedenok
Ozero Lebedenok är en saltsjö i Kazakstan. Den ligger i den norra delen av landet, 500 km norr om huvudstaden Astana. Arean är 2,3 kvadratkilometer.